# Hans Zimmer

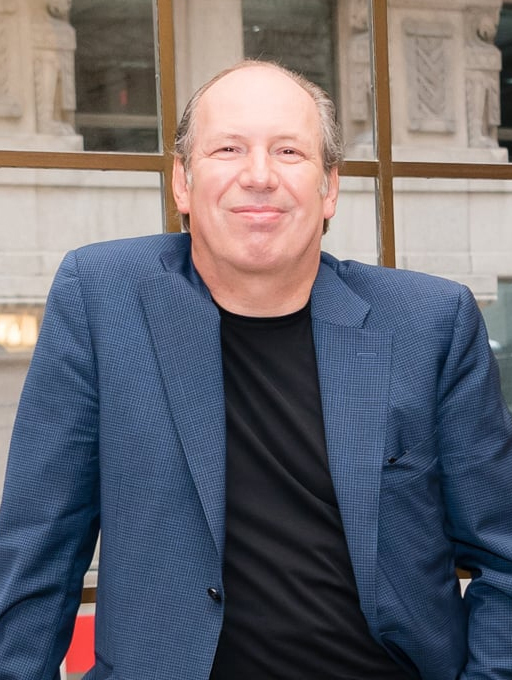
Hans Zimmer (2018)

Hans Florian Zimmer (* 12. September 1957 in Frankfurt am Main) ist ein deutscher Filmkomponist, Arrangeur und Musikproduzent.
Kennzeichnend für sein Werk ist die Integration elektronischer Musikklänge in traditionelle Orchesterarrangements. Seit den 1980er Jahren hat Zimmer Musik für über 150 Filme komponiert. Zu seinen Beiträgen zählt die Filmmusik für Der König der Löwen, Gladiator, Last Samurai, die Fluch-der-Karibik-Reihe, die The-Dark-Knight-Trilogie, Inception, Interstellar, Dunkirk und Dune. Zimmer wurde sowohl im Jahr 1995 für Der König der Löwen als auch im Jahr 2022 für Dune mit dem Oscar für die Beste Filmmusik ausgezeichnet. Er wurde unter anderem zwölfmal für den Oscar, sechzehnmal für den Golden Globe Award und 24-mal für den Grammy Award nominiert. Seine erste Oscar-Nominierung erhielt er 1989 für den Film Rain Man, was gleichzeitig seinen Durchbruch in Hollywood bedeutete. 2010 bekam er einen Stern auf dem Hollywood Walk of Fame. 2011 folgte ein Stern auf dem Boulevard der Stars in Berlin. Zu seinen weiteren Auszeichnungen gehören unter anderem vier Grammys und zwei Emmy Awards.
Hans Zimmer verbrachte den frühen Teil seiner Karriere im Vereinigten Königreich, bevor er in die Vereinigten Staaten zog und in Hollywood zu arbeiten begann. Zimmer ist dort Leiter der Filmmusikabteilung bei DreamWorks SKG und arbeitet mit anderen Komponisten über die von ihm gegründete Firma Remote Control Productions.

## Leben und Karriere

### Herkunft und Ausbildung
Zimmer wurde in Frankfurt am Main als Sohn des Chemieunternehmers Hans Joachim Zimmer und dessen Frau Brigitte, geb. Weil, geboren. Seine Eltern waren Juden, seine Mutter war 1939 vor den Nationalsozialisten nach England geflohen. 1999 erklärte Zimmer auf einer Pressekonferenz zum Holocaust-Dokumentarfilm Die letzten Tage, Jude zu sein.
Hans Zimmer erlernte als Kind das Klavierspiel im Elternhaus, in der Villa Gans in Kronberg, wobei er nur für kurze Zeit einen Klavierlehrer hatte, da er sich dessen Disziplin hinsichtlich der Grundregeln für einen Pianisten nicht unterwerfen wollte. In der Harald Schmidt Show am 15. Februar 2002 antwortete er auf die Frage, ob er Musikunterricht hatte: „Ja, den hatte ich für eine Woche. Das war so, entweder ich hätte den Lehrer umgebracht oder er hätte mich umgebracht.“ Er ging auf das Taunusgymnasium Königstein, legte später im englischen Internat Hurtwood House in Dorking, Surrey sein Abitur ab und spielte als Schüler Synthesizer. Insgesamt wurde Zimmer in Deutschland und der Schweiz u. a. wegen Disziplinverstößen von acht Schulen verwiesen. Eine akademische musikalische Ausbildung durchlief er nicht.

### Jahre in England
Ende der 1970er Jahre war Hans Zimmer Komponist von Werbemusik-Jingles und wirkte im Videoclip des Buggles-Hit Video Killed the Radio Star an einem modularen Synthesizer mit. Im Londoner Studio Air Edel komponierte er Werbe- und Radio-Jingles. Dort lernte er den bekannten englischen Filmmusik-Komponisten Stanley Myers kennen und wurde 1980 dessen Assistent. Von ihm lernte Zimmer viel über das Komponieren für ein Orchester. Durch diese Zusammenarbeit bekam er erste kleinere Kompositionsaufträge für Filmmusik. Ende der 1980er Jahre machte er durch die Vertonung von Filmen wie Rain Man auf sich aufmerksam.

### Hollywood
Zimmer wurde Anfang der 1990er Jahre vor allem wegen seiner innovativen Kombination von Orchester- und Synthesizer-Klängen bekannt. Mit Ridley Scotts Black Rain und Ron Howards Backdraft – Männer, die durchs Feuer gehen schuf er einen neuartigen Stil, Actionfilme zu vertonen. Besonders Backdraft gilt als Meilenstein der Filmmusikgeschichte: Zimmers Entscheidung, den Film mit einem sogenannten „Wall-to-Wall Score“ zu vertonen, also den Großteil des Films mit Musik zu unterlegen, schuf den Prototyp für viele Action-Filmmusiken, die danach in Hollywood produziert wurden. Die Stilistik, die grob auf einem mächtigen Hauptthema, rhythmischen Action-Motiven und behutsameren Passagen für die beiden Hauptfiguren (dargestellt von Kurt Russell und William Baldwin) basiert, findet sich in zahlreichen späteren Filmmusiken wieder.

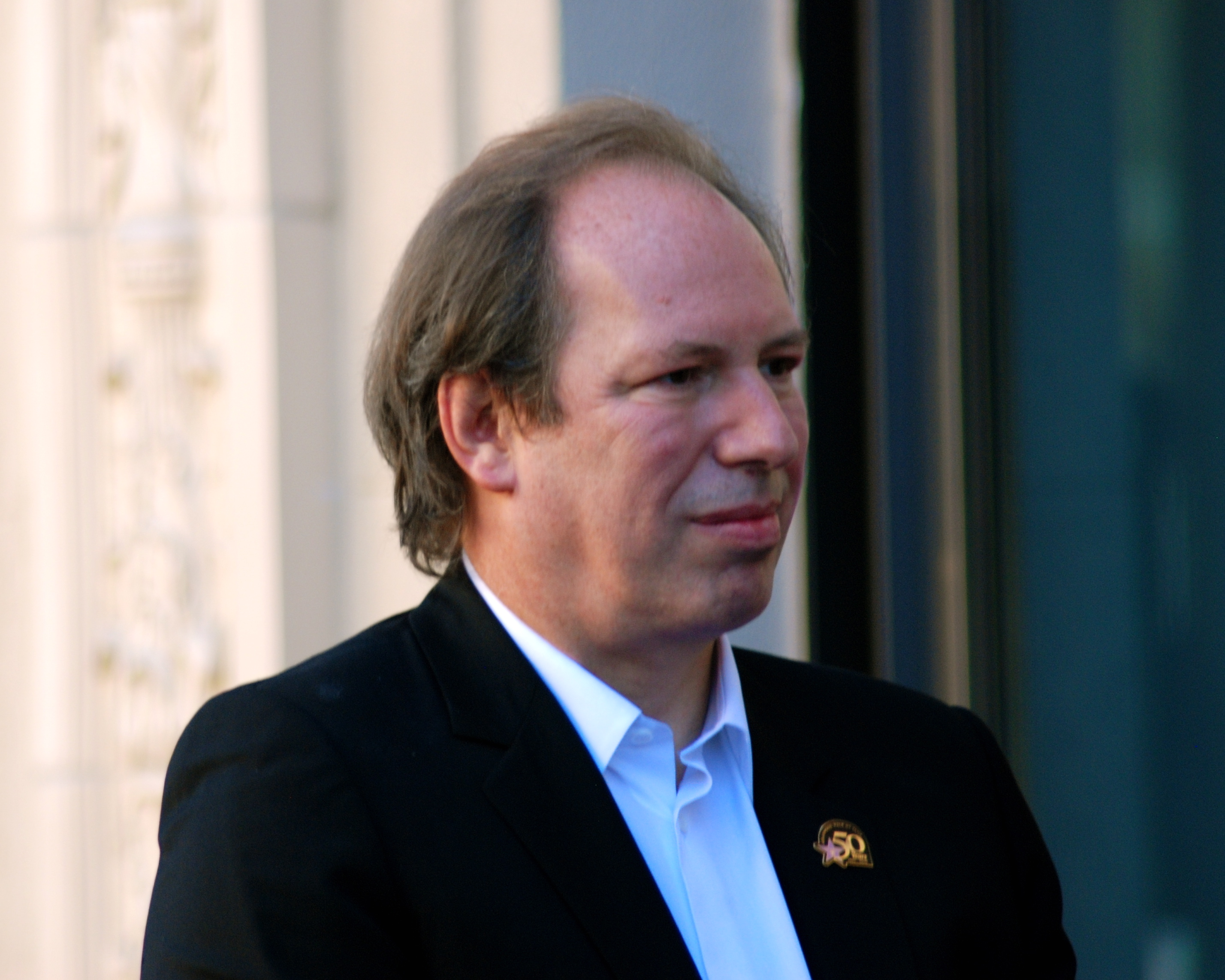
Hans Zimmer (Dezember 2010)

Gemeinsam mit seinem Partner Jay Rifkin gründete er Mitte der 1980er Jahre das Filmmusikstudio Media Ventures. Im Jahr 2003 übernahm Zimmer nach einem Rechtsstreit mit Rifkin mit seinem Unternehmen Remote Control Productions das Geschäft. Remote Control ist eine Art Talentschmiede, in der auch einige andere Filmmusik-Komponisten, wie z. B. Steve Jablonsky, James Dooley, Heitor Pereira, Geoff Zanelli und Henning Lohner, arbeiten. Zu den bekanntesten ehemaligen Remote-Control-Komponisten gehören Klaus Badelt, John Powell, Nick Glennie-Smith, Mark Mancina und Harry Gregson-Williams.
Schon nach dem Abschluss der Arbeiten an Illuminati plante Zimmer, einige Konzerte zu geben, jedoch konnte dies bislang nur eingeschränkt verwirklicht werden, da er neue Aufträge annahm. In einem Interview mit der Internetseite Amazona.de sagte er, die meisten Regisseure, mit denen er zusammenarbeite, seien seine Freunde, daher falle es ihm schwer, einen Auftrag von ihnen abzulehnen.
Im Jahr 2014 erschien der Film Interstellar. Nach Zimmers Angaben aus dem Jahr 2023 war der Soundtrack mit „48 Sessions in drei Studios“ und mehreren Orchestern der aufwendigste, den er je gemacht hat.
2016 war Zimmer schließlich mit einem Orchester aus 70 Musikern auf einer großen Tournee durch Europa unterwegs. Verschiedene seiner Soundtracks wurden dabei live vor Publikum gespielt, verbunden mit kurzen Erzählungen Zimmers, u. a. über den Tod Heath Ledgers im Jahr 2008, der kurz nach den Dreharbeiten zu The Dark Knight starb. Die Premiere der Live-Tournee fand am 6. April 2016 in der Wembley Arena in London statt, und mit einem Konzert im antiken Theater von Orange in Frankreich wurde die Tournee am 5. Juni 2016 beendet. Johnny Marr begleitete Zimmer bei einigen ausgewählten Konzerten in London, Berlin, Prag, Manchester, Dublin und Orange an der E-Gitarre. Große Beachtung erfuhr Zimmer nach seinem Konzert am 22. April 2016 in der König-Pilsener-Arena in Oberhausen, als er nach dem Tod von Prince dessen Titel Purple Rain spielte.
Auch 2017 war Zimmer wieder auf Live-Tournee, erstmals auch in den Vereinigten Staaten, Australien, Neuseeland und Südkorea. Die Konzerttour begann am 14. April 2017 im Microsoft Theater in Los Angeles und endete am 7. Oktober 2017 im Olympiastadion von Seoul.
Zimmer lebt und arbeitet heute in Los Angeles und zählt zu den erfolgreichsten und einflussreichsten Filmkomponisten der Hollywood-Geschichte.
2018 wurde er zum elften Mal für einen Oscar nominiert. 2022 erhielt er für den Soundtrack zu Dune den Golden Globe und den Oscar.

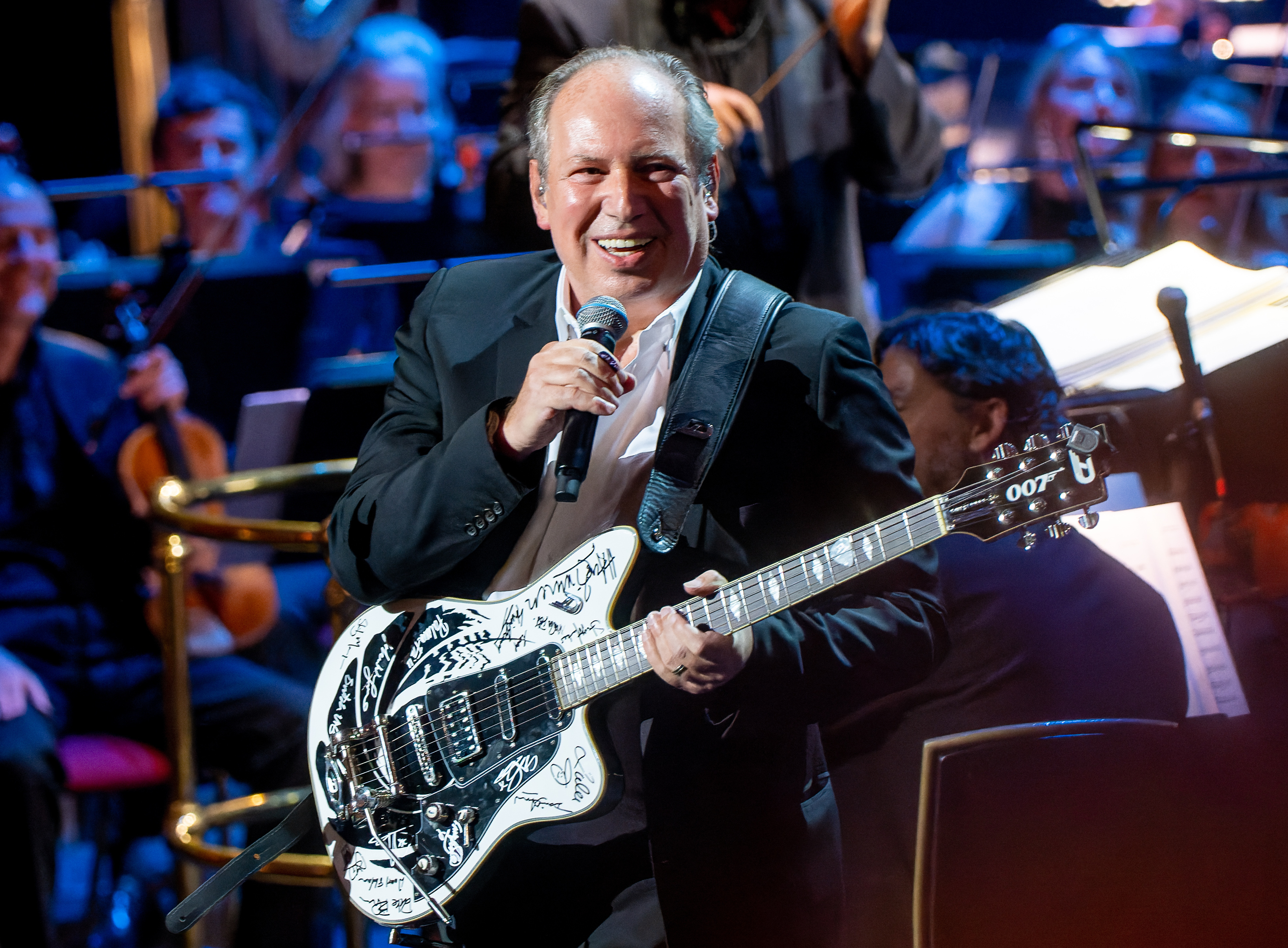
Zimmer auf seiner Europatournee Hans Zimmer Live im Jahr 2022

Im Jahr 2022 war Zimmer auf der Live-Europatournee Hans Zimmer Live unterwegs. Die Tour begann am 11. März 2022 in Hamburg und endete am 30. April 2022 in Stockholm. Mit dabei waren mehrere renommierte Künstler wie Guthrie Govan, Lisa Gerrard und Lebo M. Auf der Tour setzte sich Zimmer nach dem russischen Überfall auf die Ukraine öffentlich für den Frieden ein und sagte den Ukrainern Unterstützung zu.

### Gesellschaftliches Engagement
Im Europäischen Jahr des interkulturellen Dialogs 2008 engagierte sich Hans Zimmer als Botschafter in Deutschland. Ziel der Kampagne der Europäischen Kommission war es, die Menschen in allen 27 EU-Ländern über die Vorteile von Vielfalt zu informieren und sie für einen interkulturellen Austausch zu begeistern.

Als Reaktion auf den Amoklauf von Aurora im Juli 2012 veröffentlichte er die Komposition Aurora. Der gesamte Erlös sollte den Opfern und ihren Familien gespendet werden.
Im Januar 2025 erhielt Zimmer den Auftrag, die Nationalhymne Saudi-Arabiens zu bearbeiten.

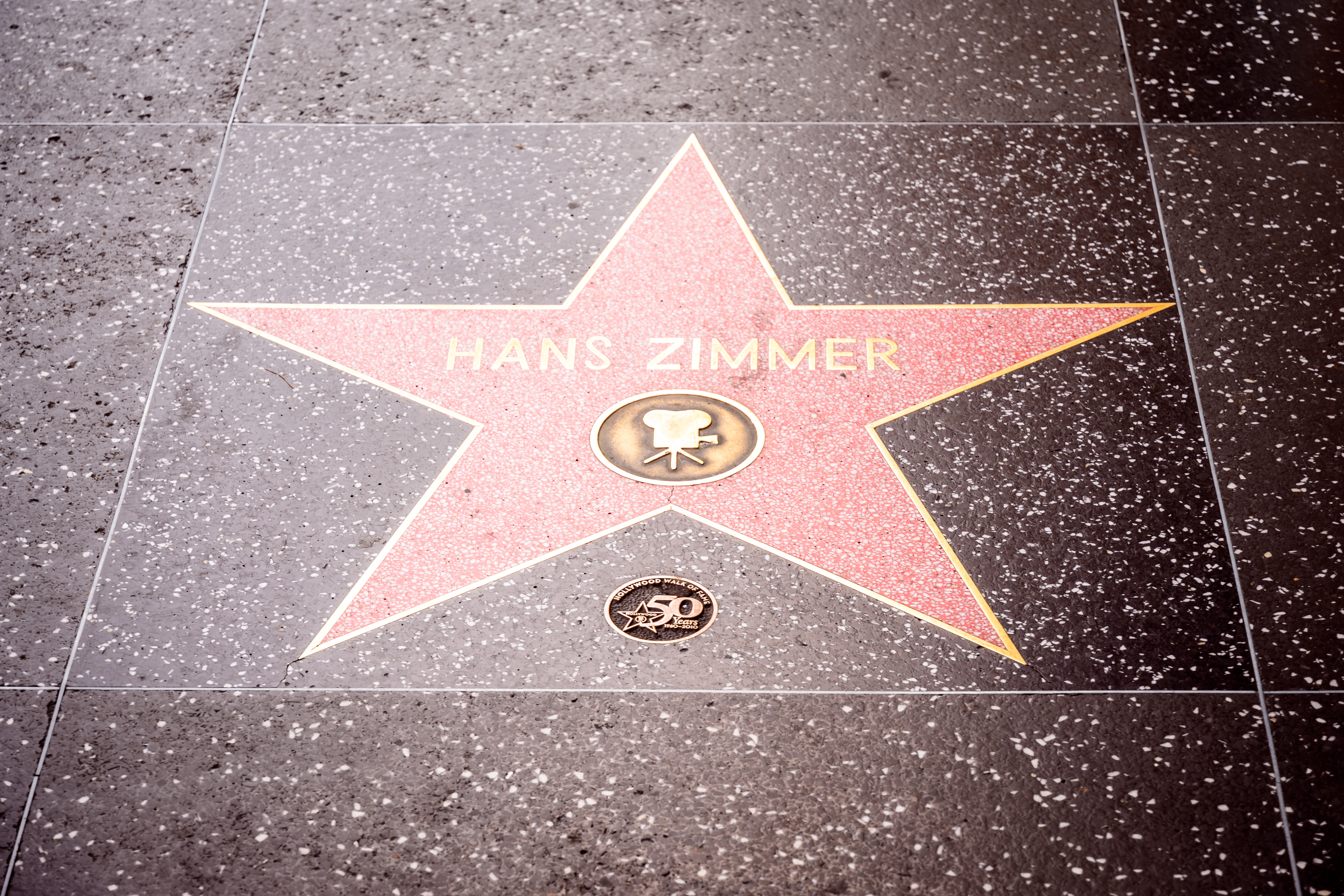
Hans Zimmers Stern auf dem Hollywood Walk of Fame.

## Stil

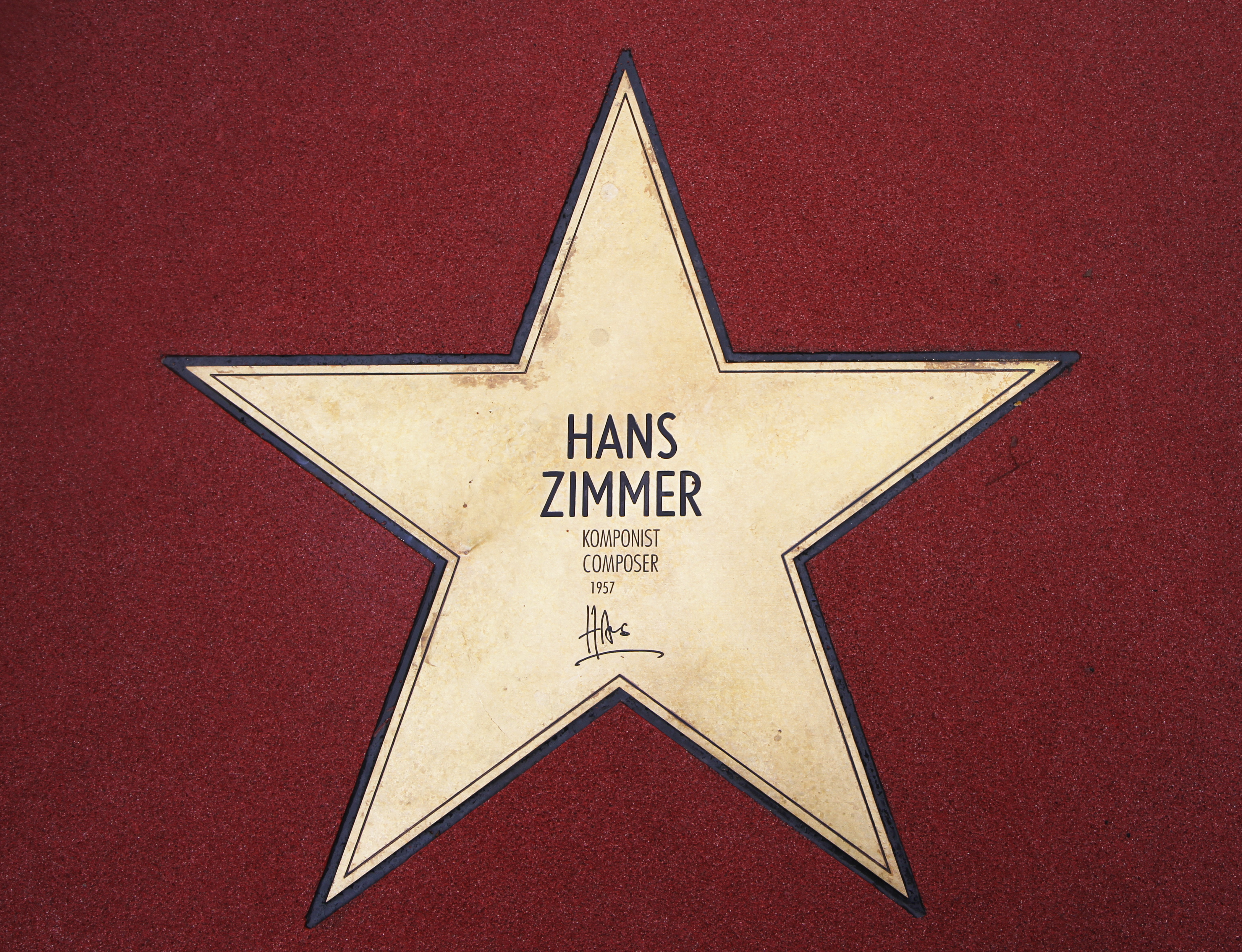
Zimmers Stern auf dem Boulevard der Stars (2011)

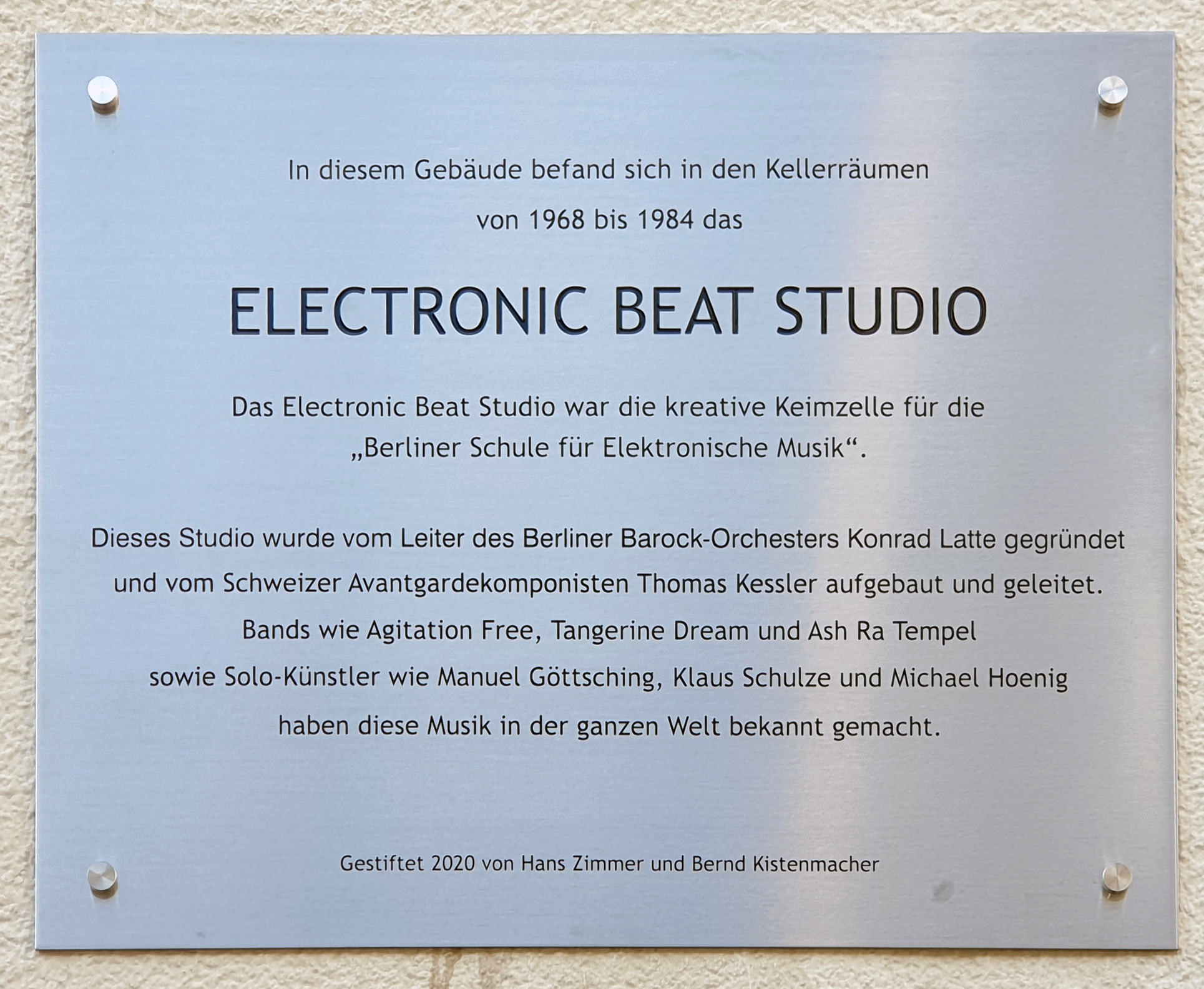
Gedenktafel am ehemaligen Electronic Beat Studio in Berlin-Wilmersdorf

Die Verwendung ethnischer Instrumente, wie z. B. das Duduk in Gladiator (gespielt vom armenischen Dudukspieler Djivan Gasparyan) und Dune: Part Two (gespielt von Pedro Eustache), Flöten in Rangoon oder Taikos in Last Samurai, ist eines seiner Markenzeichen. Dazu gehören auch Kompositionen mit afrikanischen Einflüssen, wie z. B. Zwei Welten, Im Glanz der Sonne, Der König der Löwen und Black Hawk Down, aber auch Musik zu Komödien wie Besser geht’s nicht und Tricks oder zu dem Action-Film The Dark Knight Rises. Er arbeitet regelmäßig mit den Regisseuren Ridley Scott, James L. Brooks, Gore Verbinski, Penny Marshall, Christopher Nolan, Steve McQueen und Denis Villeneuve zusammen. Hans Zimmer selbst bezeichnet Ennio Morricone als sein großes Idol.
Zimmer arbeitet häufig mit denselben Musikern zusammen. So wird in vielen Musiken eine Gitarre von Heitor Pereira oder ein Cello von Martin Tillman gespielt.
Schon lange vor dem Start der Dreharbeiten komponiert Zimmer in der Regel Suiten, die alle wesentlichen Bestandteile der späteren Filmmusik enthalten. Die Suiten dienen gegen Ende der Produktion als Basis für die Musik, die direkt zum Bild geschrieben wird. Aber auch die Suiten selbst werden meistens im Film und auf dem Soundtrack verwendet – so sind z. B. die Titel 9 bis 13 aus dem Soundtrack zu The Da Vinci Code – Sakrileg die von Zimmer geschriebene Suite. Diese Arbeitsweise erklärt Zimmer in einem Interview folgendermaßen:

„Ich habe darüber nachgedacht, wie ich in letzter Zeit arbeite. Die Dinge schon vor den Dreharbeiten zu schreiben, ist der bessere Weg. Die Filmtechnologie hat sich in den letzten Jahren, insbesondere durch Computereffekte, so stark verändert, dass es nun möglich ist, auch noch etwas in letzter Minute am Film zu ändern. Ich glaube, der alte Weg zu warten, bis der Film fertig geschnitten ist, und dann die letzten sechs bis zwölf Wochen, oder wie lange auch immer, die Musik zu schreiben und aufzunehmen, funktioniert heutzutage nicht mehr. Deshalb ist es sinnvoll, einen Teil der Musik vor diesen zwölf Wochen zu schreiben. Damit hat man selbst und die Filmemacher dann etwas, mit dem man arbeiten kann, während man über die Musik zum Bild nachdenkt. So hat man möglicherweise mehr Einfluss auf den Stil des Films. Außerdem kann man so diese ärgerlichen Temp-Track-Probleme lösen.“

Häufig helfen andere Komponisten besonders gegen Ende der Filmproduktion Zimmer bei seinen Musiken, indem sie Teile für ihn auf Basis seiner Suiten und musikalischen Ideen orchestrieren, arrangieren oder komponieren. Diese gemeinschaftliche Arbeitsweise ist bei einigen Filmmusik-Fans umstritten, jedoch in Hollywood nicht völlig unüblich. Rupert Gregson-Williams sagt dazu in einem Interview folgendes:

“Hans is an icon, and in my opinion many of the criticisms aimed at the whole Media Ventures set up are totally unfounded. The first most common misconception is that, to be blunt, everyone else does the work of writing themes, while Hans takes all the credit. Well, I spent three months working with Hans in Los Angeles on various scenes for The Prince of Egypt – the sandstorm sequence where Moses is awoken by a camel, and the death of the firstborn sequence – and all the themes there were written by Hans. My job was to take the thematic content that Hans had come up with, and work it into my own music for the scene. There was a lot of discussion, a lot of debate about the contextual meaning behind the film and how the music relates to that, but the ultimate driving force was Hans. Just to be able to see him at work, being creative, and being in that atmosphere was wonderful. Plus, Hans is a phenomenal orchestrator. That’s something people don’t realise.”

„Hans ist eine Ikone und – meiner Meinung nach – ist die meiste Kritik gegen Media Ventures völlig unbegründet. Das häufigste Missverständnis ist, dass jeder an den Themen arbeitet, während Hans den Ruhm dafür bekommt. Nun, ich habe drei Monate mit Hans in Los Angeles an verschiedenen Szenen für ‚Der Prinz von Ägypten‘ gearbeitet – die Sandsturm-Sequenz, in der Moses von einem Kamel geweckt wird, und die Szene mit dem Tod der Erstgeborenen – und all die Themen wurden von Hans geschrieben. Meine Aufgabe war es, den thematischen Inhalt von Hans zu nehmen und es in meine Stücke für die Szene einzuarbeiten. Es gab eine Menge Diskussionen und Gespräche über die kontextuelle Bedeutung hinter dem Film und wie die Musik sich dazu verhält, aber die treibende Kraft dahinter war Hans. Ihm nur einmal bei der Arbeit zuzusehen, kreativ zu sein und einmal in dieser Atmosphäre zu sein, war wunderbar. Außerdem ist Hans ein phänomenaler Orchestrator. Das ist etwas, was die Leute nicht verstehen.“

Hans Zimmer komponiert nicht nur, sondern übernimmt bei Filmen auch die Ausführung als verantwortlicher Musikproduzent, wie etwa 2006 bei Ab durch die Hecke und 2015 bei Terminator: Genisys.

## Privates
Hans Zimmer lebt in Kalifornien. 
Er hat eine Tochter aus erster Ehe mit dem Model Vicki Carolin sowie drei weitere Kinder aus seiner zweiten Ehe mit Suzanne Zimmer. Im April 2020 reichte er die Scheidung ein. 2023 machte Zimmer seiner Partnerin Dina De Luca während eines seiner Konzerte auf der Bühne einen Heiratsantrag.
Er ließ sich in Kalifornien nieder und wurde Staatsbürger der USA.

## Filmografie (Auswahl)
| 1987 und früher - In mehreren Filmen zusätzliche Musik für Stanley Myers und Musiker am Synthesizer - Mein wunderbarer Waschsalon (My Beautiful Laundrette) - Castaway – Die Insel (Castaway) 1988 - Brennendes Geheimnis (Burning Secret) - Rain Man - Paperhouse – Albträume werden wahr (Paperhouse, gemeinsam mit Stanley Myers) - Maniac City (Nightmare at Noon, gemeinsam mit Stanley Myers) - Zwei Welten (A World Apart) - Ein Mann wie Taffin (Taffin, gemeinsam mit Stanley Myers) - The Nature of the Beast (gemeinsam mit Stanley Myers) - Die Chaoten-Spione (Spies Inc., gemeinsam mit Fiachra Trench) - The Fruit Machine – Rendezvous mit einem Killer (The Fruit Machine) 1989 - Black Rain - Miss Daisy und ihr Chauffeur (Driving Miss Daisy) - Death and Desire (Diamond Skulls) 1990 - Chicago Joe und das Showgirl (Chicago Joe and the Showgirl, gemeinsam mit Shirley Walker) - Green Card – Schein-Ehe mit Hindernissen (Green Card) - Fremde Schatten (Pacific Heights) - Narren des Schicksals (Fools of Fortune) - Twister – Keine ganz normale Familie (Twister) - Tage des Donners (Days of Thunder) - Ein Vogel auf dem Drahtseil (Bird on a Wire) 1991 - Thelma & Louise - In Sachen Henry (Regarding Henry) - Backdraft – Männer, die durchs Feuer gehen (Backdraft) - K2 – Das letzte Abenteuer (K2) 1992 - Toys - Flug ins Abenteuer (Radio Flyer) - Sleeping Dogs – Tagebuch eines Mörders (Where Sleeping Dogs Lie, gemeinsam mit Mark Mancina) - Eine Klasse für sich (A League of Their Own) - Im Glanz der Sonne (The Power of One) 1993 - Younger And Younger - Das Geisterhaus (The House of the Spirits) - True Romance - Codename: Nina (Point of No Return) - Calendar Girl - Cool Runnings – Dabei sein ist alles (Cool Runnings, gemeinsam mit Nick Glennie-Smith) 1994 - Drop Zone - Geht’s hier nach Hollywood? (I’ll Do Anything) - Mr. Bill (Renaissance Man) - Der König der Löwen (The Lion King) 1995 - Nine Months - Rangoon (Beyond Rangoon) - Crimson Tide – In tiefster Gefahr (Crimson Tide) - Two Deaths - Power of Love (Something to Talk About, gemeinsam mit Graham Preskett) 1996 - Rendezvous mit einem Engel (The Preacher’s Wife) - The Fan - Muppets – Die Schatzinsel (Muppet Treasure Island) - The Rock – Fels der Entscheidung (The Rock, gemeinsam mit Nick Glennie-Smith und Harry Gregson-Williams) - Operation: Broken Arrow (Broken Arrow) 1997 - Besser geht’s nicht (As Good as it Gets) - Projekt: Peacemaker (The Peacemaker) - Fräulein Smillas Gespür für Schnee (Smilla’s Sense of Snow, gemeinsam mit Harry Gregson-Williams) 1998 - Der schmale Grat (The Thin Red Line) - Der Prinz von Ägypten (The Prince of Egypt) - Die letzten Tage (The Last Days) 1999 - Der Chill Faktor (The Chill Factor, gemeinsam mit John Powell) 2000 - Mit oder ohne – Was Männer haben sollten (An Everlasting Piece) - Mission: Impossible II - Gladiator (gemeinsam mit Lisa Gerrard) - Der Weg nach El Dorado (The Road to El Dorado, gemeinsam mit John Powell) 2001 - Black Hawk Down - Unterwegs mit Jungs (Riding in Cars with Boys, gemeinsam mit Heitor Pereira) - Pearl Harbor - Hannibal - Das Versprechen (The Pledge, gemeinsam mit Klaus Badelt) - Invincible – Unbesiegbar (Invincible, gemeinsam mit Klaus Badelt) 2002 - Ring (The Ring) - Spirit – Der wilde Mustang (Spirit: Stallion of the Cimarron) 2003 - Last Samurai (The Last Samurai) - Was das Herz begehrt (Something’s Gotta Give, gemeinsam mit mehreren anderen Komponisten) - Tricks (Matchstick Men) - Tränen der Sonne (Tears of the Sun) - Fluch der Karibik (Pirates of the Caribbean: The Curse of the Black Pearl, komponiert von Klaus Badelt, produziert von Zimmer) 2004 - Spanglish - Lauras Stern (gemeinsam mit Nick Glennie-Smith) - Große Haie – Kleine Fische (Shark Tale) - King Arthur - Thunderbirds (gemeinsam mit Ramin Djawadi) - The Ring 2 | 2005 - The Weather Man (gemeinsam mit James S. Levine) - Der kleine Eisbär 2 – Die geheimnisvolle Insel (gemeinsam mit Nick Glennie-Smith) - Madagascar (gemeinsam mit James Dooley und Heitor Pereira) - Batman Begins (gemeinsam mit James Newton Howard) 2006 - Liebe braucht keine Ferien (The Holiday) - Pirates of the Caribbean – Fluch der Karibik 2 (Pirates of the Caribbean: Dead Man’s Chest) - The Da Vinci Code – Sakrileg (The Da Vinci Code) 2007 - Die Simpsons – Der Film (The Simpsons Movie) - Pirates of the Caribbean – Am Ende der Welt (Pirates of the Caribbean: At World’s End) - Der Klang des Herzens (August Rush, gemeinsam mit Mark Mancina) 2008 - Casi Divas - Kung Fu Panda (gemeinsam mit John Powell) - The Dark Knight (gemeinsam mit James Newton Howard) - Auf brennender Erde (The Burning Plain) - Madagascar 2 - Frost/Nixon 2009 - Illuminati (Angels and Demons) - Transformers – Die Rache (Transformers: Revenge of the Fallen, ergänzende Musik) - Sherlock Holmes - Wenn Liebe so einfach wäre (It’s Complicated, gemeinsam mit Heitor Pereira) 2010 - Henri 4 - Inception - The Pacific (Miniserie) (gemeinsam mit Geoff Zanelli und Blake Neely) - Megamind (gemeinsam mit Lorne Balfe) - Ich – Einfach unverbesserlich (Despicable Me, Score-Produzent) - Woher weißt du, dass es Liebe ist? (How Do You Know?) 2011 - Dickste Freunde (The Dilemma, gemeinsam mit Lorne Balfe) - Rango - Pirates of the Caribbean – Fremde Gezeiten (Pirates of the Caribbean: On Stranger Tides, gemeinsam mit Rodrigo y Gabriela) - Kung Fu Panda 2 (gemeinsam mit John Powell) - Sherlock Holmes: Spiel im Schatten (Sherlock Holmes: A Game of Shadows) 2012 - Madagascar 3: Flucht durch Europa (Madagascar 3: Europe’s Most Wanted) - The Dark Knight Rises 2013 - Die Bibel (Miniserie, gemeinsam mit Lorne Balfe) - Man of Steel - Lone Ranger (The Lone Ranger) - Mr. Morgans letzte Liebe (Mr. Morgan’s Last Love) - Rush – Alles für den Sieg (Rush) - 12 Years a Slave 2014 - Winter’s Tale (gemeinsam mit Rupert Gregson-Williams) - The Amazing Spider-Man 2: Rise of Electro (The Amazing Spider-Man 2, gemeinsam mit Pharrell Williams) - Son of God (gemeinsam mit Lorne Balfe) - Interstellar - Die Bestimmung – Divergent (Divergent, Score-Produzent) 2015 - Die Frau in Gold (Woman in Gold, gemeinsam mit Martin Phipps) - Chappie - Der Kleine Prinz (The Little Prince) 2016 - Kung Fu Panda 3 - 13 Hours: The Secret Soldiers of Benghazi (Score-Produzent) - Batman v Superman: Dawn of Justice (gemeinsam mit Junkie XL) - Inferno - Hidden Figures – Unerkannte Heldinnen (Hidden Figures gemeinsam mit Pharrell Williams) - The Crown 2017 - The Boss Baby - Dunkirk - Blade Runner 2049 2018 - Believer - Widows – Tödliche Witwen (Widows) 2019 - X-Men: Dark Phoenix (Dark Phoenix) - Der König der Löwen (The Lion King) 2020 - SpongeBob Schwammkopf: Eine schwammtastische Rettung (The SpongeBob Movie: Sponge on the Run, gemeinsam mit Steve Mazzaro) - Wonder Woman 1984 - Hillbilly-Elegie (Hillbilly Elegy, gemeinsam mit David Fleming) 2021 - Dune - The Survivor - Keine Zeit zu sterben (No Time to Die) - Army of Thieves (gemeinsam mit Steve Mazarro) - The Unforgivable 2022 - Top Gun: Maverick - The Son - Die Nacht, als Laurier erwachte (La Nuit où Laurier Gaudreault s'est réveillé, Miniserie, gemeinsam mit David Fleming) 2023 - Are You There God? It’s Me, Margaret. - The Creator 2024 - Dune: Part Two - Kung Fu Panda 4 (gemeinsam mit Steve Mazzaro) - Eden - Blitz 2025 - F1 |

### Dokumentation
- TV-Dokumentation: Hans Zimmer – Der Sound für Hollywood (2010, Laufzeit: 52 Minuten). Erstausstrahlung am 14. März 2011 auf arte.
- TV-Dokumentation: Hans Zimmer – Der Komponist Hollywoods (2023, Laufzeit: 53 Minuten). Erstausstrahlung am 21. Mai 2023 auf arte.
- Kino-Dokumentation: Hans Zimmer & Friends: Diamond in the Desert (2025, Laufzeit: 165 Minuten). Erstausstrahlung am 19. März 2025.[33]
- TV-Dokumentation: Terra X History: Hans Zimmer – Der Rebell von Hollywood (2024, Laufzeit: 45 Minuten). Erstausstrahlung am 14. April 2024 auf ZDF.

## Videospiele
- 2009: Call of Duty: Modern Warfare 2 (gemeinsam mit Lorne Balfe)
- 2011: Crysis 2[34] (gemeinsam mit Lorne Balfe, Tilman Sillescu und Borislav Slavov)
- 2011: Skylanders – Spyro’s Adventure (gemeinsam mit Lorne Balfe)
- 2013: Beyond: Two Souls (Produktion; Musik von Lorne Balfe und Normand Corbeil)
- 2016: Arena of Valor
- 2018: Bless Online[35] (gemeinsam mit Lorne Balfe)
- 2018: FIFA 19 – The Journey – Champions[36] (gemeinsam mit Lorne Balfe)
- 2024: Dragon Age: The Veilguard (gemeinsam mit Lorne Balfe)

## Auszeichnungen und Nominierungen (Auswahl)

### Auszeichnungen
Oscarverleihung
- 1995: Der König der Löwen
- 2022: Dune

Grammy Awards
- 1995: Der König der Löwen
- 1996: Crimson Tide – In tiefster Gefahr
- 2009: The Dark Knight[37]
- 2025: Dune: Part Two[38]

Golden Globe Award
- 1995: Der König der Löwen
- 2001: Gladiator
- 2022: Dune

Satellite Awards
- 1999: Der schmale Grat
- 2001: Gladiator
- 2004: Last Samurai
- 2010: Inception

BAFTA Awards
- 2022: Dune

Gemeaux Awards
- 2023: Die Nacht, als Laurier erwachte

### Nominierungen
Oscarverleihung
- 1989: Rain Man
- 1997: Rendezvous mit einem Engel
- 1998: Besser geht’s nicht
- 1999: Der Prinz von Ägypten
- 1999: Der schmale Grat
- 2001: Gladiator
- 2010: Sherlock Holmes
- 2011: Inception
- 2015: Interstellar
- 2018: Dunkirk

Grammy Awards
- 1991: Miss Daisy und ihr Chauffeur
- 2001: Gladiator
- 2007: Pirates of the Caribbean – Fluch der Karibik 2
- 2007: The Da Vinci Code – Sakrileg
- 2011: Sherlock Holmes
- 2011: Inception
- 2013: The Dark Knight Rises
- 2020: Der König der Löwen[39]

BAFTA Awards
- 1992: Thelma & Louise
- 1995: Der König der Löwen
- 2001: Gladiator
- 2009: The Dark Knight
- 2011: Inception
- 2014: 12 Years a Slave
- 2015: Interstellar
- 2018: Blade Runner 2049 (gemeinsam mit Benjamin Wallfisch)
- 2018: Dunkirk

Golden Globe Award
- 1999: Der Prinz von Ägypten
- 2002: Pearl Harbor
- 2003: Spirit – Der wilde Mustang (nominiert für das beste Lied)
- 2004: Last Samurai
- 2005: Spanglish
- 2007: The Da Vinci Code – Sakrileg
- 2009: Frost/Nixon
- 2011: Inception
- 2014: 12 Years a Slave
- 2015: Interstellar
- 2017: Hidden Figures – Unerkannte Heldinnen (gemeinsam mit Pharrell Williams und Benjamin Wallfisch)
- 2018: Dunkirk
- 2025: Dune: Part Two

Satellite Awards
- 2002: Hannibal
- 2006: The Da Vinci Code – Sakrileg
- 2021: Dune

### Auszeichnungen für Musikverkäufe
| Silberne Schallplatte - Vereinigtes Königreich - 1995: für das Album The Lion King – Sing-Along - 2000: für das Album Mission: Impossible II – O.S.T. - 2001: für das Album Pearl Harbor – O.S.T. - 2013: für das Album Gladiator – Special Anniversary - 2013: für das Album The Lion King – Broadway Recording - 2020: für das Album Pirates of the Caribbean – O.S.T. - 2023: für das Lied Cornfield Chase - 2024: für das Album Inception – O.S.T. - 2024: für das Album Blade Runner 2049 – O.S.T. - 2025: für das Album Madagascar 2 – O.S.T. Goldene Schallplatte - Australien - 2014: für das Album The Lion King – Broadway Recording - Belgien - 2004: für das Album Gladiator – O.S.T. - Brasilien - 2024: für das Lied Remember - Dänemark - 2023: für das Album Spirit: Stallion of the Cimarron – O.S.T. - 2024: für das Album Gladiator – O.S.T. - Deutschland - 2000: für das Album Mission: Impossible II – O.S.T. - 2003: für das Album The Lion King – Broadway Recording - 2007: für das Album Fluch der Karibik – O.S.T. - 2008: für das Album Pirates of the Caribbean – Fluch der Karibik 2 – O.S.T. - 2022: für die Single Time (Alan Walker Remix) - 2023: für das Album Live in Prague - Frankreich - 1991: für das Album Rain Man – O.S.T. - 2009: für das Album The Lion King – Broadway Recording - 2019: für das Videoalbum Live in Prague - Italien - 2014: für das Album Gladiator – O.S.T. - 2021: für die Single Time (Alan Walker Remix) - Japan - 1994: für das Album The Lion King – O.S.T. - 2000: für das Album Mission: Impossible II – O.S.T. - Kanada - 1999: für das Album Price of Egypt – O.S.T. - 2003: für das Album Gladiator – O.S.T. - Mexiko - 2017: für das Album The Lion King – O.S.T. - Niederlande - 2005: für das Album The Lion King – O.S.T. (Universal) - Österreich - 2000: für das Album Mission: Impossible II – O.S.T. - Polen - 1995: für das Album Król Lew - 2022: für das Lied Time - 2023: für das Lied Cornfield Chase - Portugal - 2022: für die Single Time (Alan Walker Remix) - Schweden - 1995: für das Album The Lion King – O.S.T. - Schweiz - 1989: für das Album Rain Man – O.S.T. - 2002: für das Album Spirit: Stallion of the Cimarron – O.S.T. - 2003: für das Album Gladiator – O.S.T. - Spanien - 2024: für das Lied Cornfield Chase - 2024: für das Lied Time - Vereinigte Staaten - 2001: für das Album Pearl Harbor – O.S.T. - 2004: für das Album Spirit: Stallion of the Cimarron – O.S.T. - 2006: für das Album Fluch der Karibik – O.S.T. - 2024: für das Lied Cornfield Chase - Vereinigtes Königreich - 2017: für das Album The Lion King – Re-Issue - 2023: für das Album Spirit: Stallion of the Cimarron – O.S.T. - 2023: für das Album Interstellar – O.S.T. | Platin-Schallplatte - Belgien - 1995: für das Album The Lion King – O.S.T. - Dänemark - 2020: für das Album The Lion King – O.S.T. - Frankreich - 1995: für das Album Le Roi Lion - Niederlande - 1995: für das Album The Lion King – O.S.T. (Mercury) - Österreich - 1995: für das Album The Lion King – O.S.T. - Polen - 2000: für das Album Gladiator – O.S.T. - 2018: für das Album Hans Zimmer – The Classics - 2020: für das Album Live in Prague - Spanien - 2007: für das Album Gladiator – O.S.T. - 2025: für das Lied Now We Are Free - Vereinigte Staaten - 1998: für das Album The Prince of Egypt - 2000: für das Album Mission: Impossible II – O.S.T. - 2007: für das Album The Lion King – Broadway Recording - 2020: für das Album Gladiator – O.S.T. - Vereinigtes Königreich - 1994: für das Album The Lion King – O.S.T. - 2013: für das Album Gladiator – O.S.T. - 2024: für das Lied Time | 2× Platin-Schallplatte - Deutschland - 2025: für das Videoalbum Live in Prague - Schweiz - 1995: für das Album The Lion King – O.S.T. - Kanada - 2000: für das Album Mission: Impossible II – O.S.T. - Vereinigte Staaten - 1995: für das Album The Lion King – Sing-Along 3× Platin-Schallplatte - Deutschland - 1996: für das Album Walt Disney – Der König der Löwen - Europa - 1996: für das Album The Lion King – O.S.T. 4× Platin-Schallplatte - Australien - 1994: für das Album The Lion King – O.S.T. - Neuseeland - 1995: für das Album The Lion King – O.S.T. Diamantene Schallplatte - Kanada - 1995: für das Album The Lion King – O.M.P.S. - Vereinigte Staaten - 1995: für das Album The Lion King – O.S.T. |

Anmerkung: Auszeichnungen in Ländern aus den Charttabellen bzw. Chartboxen sind in ebendiesen zu finden.
| Land/RegionAuszeichnungen für Musikverkäufe (Land/Region, Auszeichnungen, Verkäufe, Quellen) | Silber       | Gold       | Platin       | Diamant     | Verkäufe    | Quellen                                                   |
| -------------------------------------------------------------------------------------------- | ------------ | ---------- | ------------ | ----------- | ----------- | --------------------------------------------------------- |
| Australien (ARIA)                                                                            | —            | Gold1      | 4× Platin4   | —           | 315.000     | aria.com.au                                               |
| Belgien (BRMA)                                                                               | —            | Gold1      | Platin1      | —           | 75.000      | ultratop.be                                               |
| Brasilien (PMB)                                                                              | —            | Gold1      | —            | —           | 20.000      | pro-musicabr.org.br                                       |
| Dänemark (IFPI)                                                                              | —            | 2× Gold2   | Platin1      | —           | 40.000      | ifpi.dk DK2                                               |
| Deutschland (BVMI)                                                                           | —            | 6× Gold6   | 5× Platin5   | —           | 2.400.000   | musikindustrie.de                                         |
| Europa (IFPI)                                                                                | —            | —          | 3× Platin3   | —           | (3.000.000) | ifpi.org (Memento vom 1. Januar 2014 im Internet Archive) |
| Frankreich (SNEP)                                                                            | —            | 3× Gold3   | Platin1      | —           | 1.157.500   | infodisc.fr snepmusique.com                               |
| Italien (FIMI)                                                                               | —            | 2× Gold2   | —            | —           | 85.000      | fimi.it                                                   |
| Japan (RIAJ)                                                                                 | —            | 2× Gold2   | —            | —           | 250.000     | riaj.or.jp                                                |
| Kanada (MC)                                                                                  | —            | 2× Gold2   | 2× Platin2   | Diamant1    | 1.300.000   | musiccanada.com                                           |
| Mexiko (AMPROFON)                                                                            | —            | Gold1      | —            | —           | 100.000     | Einzelnachweise                                           |
| Neuseeland (RMNZ)                                                                            | —            | —          | 4× Platin4   | —           | 60.000      | aotearoamusiccharts.co.nz                                 |
| Niederlande (NVPI)                                                                           | —            | Gold1      | Platin1      | —           | 140.000     | nvpi.nl                                                   |
| Österreich (IFPI)                                                                            | —            | Gold1      | Platin1      | —           | 75.000      | ifpi.at                                                   |
| Polen (ZPAV)                                                                                 | —            | 3× Gold3   | 3× Platin3   | —           | 240.000     | olis.pl                                                   |
| Portugal (AFP)                                                                               | —            | Gold1      | —            | —           | 5.000       | audiogest.pt                                              |
| Schweden (IFPI)                                                                              | —            | Gold1      | —            | —           | 50.000      | sverigetopplistan.se                                      |
| Schweiz (IFPI)                                                                               | —            | 3× Gold3   | 2× Platin2   | —           | 170.000     | hitparade.ch                                              |
| Spanien (Promusicae)                                                                         | —            | 2× Gold2   | 2× Platin2   | —           | 220.000     | elportaldemusica.es ES2                                   |
| Vereinigte Staaten (RIAA)                                                                    | —            | 4× Gold4   | 6× Platin6   | Diamant1    | 18.000.000  | riaa.com                                                  |
| Vereinigtes Königreich (BPI)                                                                 | 10× Silber10 | 3× Gold3   | 3× Platin3   | —           | 2.220.000   | bpi.co.uk                                                 |
| Insgesamt                                                                                    | 10× Silber10 | 40× Gold40 | 39× Platin39 | 2× Diamant2 |             |                                                           |

### Weitere Auszeichnungen
- 2007: Aufnahme in The-Daily-Telegraph-Liste der 100 besten lebenden Genies[42]
- Am 8. Dezember 2010 erhielt Zimmer den 2426. Stern am Hollywood Walk of Fame im Herzen Hollywoods. Anwesend war Regisseur Christopher Nolan, mit dem er mit Inception einen weltweiten Erfolg feierte. Nolan sagte über Zimmer: „To me, there is no composer working who has done more to define the sound of contemporary films.“ (Für mich gibt es keinen noch tätigen Komponisten, der mehr dafür getan hat, das Klangbild zeitgenössischer Filme zu prägen.)
- 2011: Stern auf dem Boulevard der Stars in Berlin.
- 2011: World Soundtrack Award for Best Original Film Score für Inception.
- 2014: Lifetime Achievement Award des Zurich Film Festival
- 2017: Benennung eines Asteroiden nach ihm: (495253) Hanszimmer.
- 2018: Bundesverdienstkreuz 1. Klasse[43][44][45]
- 2018: Max Steiner Film Music Achievement Award (Hollywood in Vienna)[46]
- 2019: Aufgenommen in die Disney Legends[47]
- 2021: Goetheplakette der Stadt Frankfurt am Main
- 2025: Lifetime Achievement Award bei den Joy Awards der saudi-arabischen Unterhaltungsbehörde[48]

## Belege
1. ↑  Artist – Hans Zimmer. In: grammy.com. Grammy Awards, abgerufen am 19. Juni 2025 (englisch).
2. ↑  Hans Zimmer. In: Boulevard der Stars. 2. September 2012, abgerufen am 2. Juni 2023.
3. ↑  Filmtracks Modern Soundtrack Reviews. In: filmtracks.com. Abgerufen am 1. November 2022 (englisch).
4. ↑  Hans Zimmer im Munzinger-Archiv, abgerufen am 22. Mai 2023 (Artikelanfang frei abrufbar)
5. ↑  Claas Tatje: Hans Zimmer: Vampir am Mischpult. In: Die Zeit. 22. Januar 2015, ISSN 0044-2070 (zeit.de [abgerufen am 3. April 2017]).
6. ↑  Jared Sichel: Hans Zimmer: Proud to say ‘My people’. In: Jewish Journal. Abgerufen am 11. Februar 2016.
7. ↑  Hans Riebsamen: Modernes Meisterwerk im Taunus. In dieser Villa wuchs der Komponist Hans Zimmer auf. In: faz.net. 31. Juli 2022, abgerufen am 31. Juli 2022.
8. ↑  Hans Zimmer in der Harald Schmidt Show – ab 5:50. Abgerufen am 9. Januar 2023.
9. ↑  Königsteiner Komponisten. Schulkonzert des Taunusgymnasiums im Haus der Begegnung. Taunusgymnasium Königstein, abgerufen am 30. Mai 2022.
10. ↑  Hans Zimmer – Hurtwood House Performing Arts. Archiviert vom Original (nicht mehr online verfügbar) am 21. Februar 2010; abgerufen am 3. Februar 2011 (englisch, Flash benötigt).
11. ↑  Oscar-Gewinner Hans Zimmer: Das Leben ist besser, wenn man verrückte Dinge tut. In: Top Magazin Frankfurt. 16. September 2022, abgerufen am 9. Januar 2023.
12. ↑  Jonathan Z. Kaplan: 101 Great Film Scores on CD: Backdraft (1991). In: Film Score Monthly, Vol. 5, Nr. 9/10, November/Dezember 2000.
13. ↑  scorenotes.com. In: scorenotes.com. Archiviert vom Original (nicht mehr online verfügbar) am 4. März 2016; abgerufen am 11. Februar 2016.
14. ↑  Hans Zimmer – Hans Zimmer – The Score. Abgerufen am 13. Juli 2023.
15. ↑  Musik – Hans Zimmer begeistert in der Wembley Arena. In: Focus Online. 8. April 2016, archiviert vom Original (nicht mehr online verfügbar) am 6. Juni 2016; abgerufen am 19. Juni 2025.
16. ↑  Hans Zimmer Live. Abgerufen am 9. Januar 2023 (amerikanisches Englisch).
17. ↑  nme.com: Johnny Marr announces plans to join ‘Inception’ composer Hans Zimmer on the road, New Musical Express, 22. Februar 2016.
18. ↑  Dirk Hein: Hans Zimmer rührt in Oberhausen mit Prince-Hommage zu Tränen. In: Westdeutsche Allgemeine Zeitung. Funke Mediengruppe, 23. April 2016, abgerufen am 1. Mai 2025.
19. ↑  Hans Zimmer Revealed – Tour Dates 2017. In: hanszimmerlive.com. Archiviert vom Original (nicht mehr online verfügbar) am 12. Juni 2017; abgerufen am 19. Juni 2025 (englisch).
20. ↑  The Oscars 2023 | 95th Academy Awards. Abgerufen am 13. Februar 2023 (englisch).
21. ↑  Hans Zimmer Live. Abgerufen am 2. Mai 2022 (amerikanisches Englisch).
22. ↑  Hans Zimmer’s ‘Aurora’: ‘Dark Knight Rises’ Composer Release Song Dedicated To Shooting Victims. In: The Huffington Post. 27. Juli 2012, archiviert vom Original (nicht mehr online verfügbar) am 30. Juli 2012; abgerufen am 30. Juli 2012 (englisch).
23. ↑  Saudi-Arabien: Hans Zimmer soll Nationalhymne polieren. 24. Januar 2025, abgerufen am 6. Februar 2025.
24. ↑  Hans Zimmer Website. Abgerufen am 13. Februar 2023.
25. ↑  Hans Zimmer – Part 1 – Interview. In: soundtrack.net. Abgerufen am 11. Februar 2016.
26. ↑  Hans Zimmer – Part 2 – Interview. In: soundtrack.net. Abgerufen am 11. Februar 2016.
27. ↑  Mania.com: Soothing „The Savage Were-Rabbits“. (Memento vom 22. Juli 2012 im Webarchiv archive.today) (englisch).
28. ↑  moviemusicuk.us (Memento vom 31. Oktober 2005 im Internet Archive)
29. ↑  "Golden Globes"-Gewinner Hans Zimmer: Das sind die schönen Kinder des "Golden Globe"-Gewinners. 10. Januar 2022, abgerufen am 29. Juni 2025.
30. ↑  Hans Zimmer will sich von seiner Frau scheiden lassen. In: bz-berlin.de. Abgerufen am 22. Mai 2022.
31. 1 2  Hans Zimmer macht Partnerin Dina De Luca auf Konzert in London einen Heiratsantrag. In: Der Spiegel. 16. Juni 2023, ISSN 2195-1349 (spiegel.de [abgerufen am 29. Juni 2025]).
32. ↑  Hans Zimmer Biographie. In: Universal Music France. 28. November 2023, archiviert vom Original am 28. November 2023; abgerufen am 23. Februar 2024 (französisch).
33. ↑  Paul Dugdale: Hans Zimmer & Friends: Diamonds in the Desert. Executive Visions Inc., Jerry Bruckheimer Films, RCI Global, 19. März 2025, abgerufen am 24. März 2025.
34. ↑  Komponisten-Legende Hans Zimmer schreibt die Musik für Crysis 2. In: EA-News. Electronic Arts, abgerufen am 19. März 2011.
35. ↑  Über Bless Online – die Musik. Abgerufen am 5. Mai 2018.
36. ↑  Hans-Zimmer.com – FIFA 19 – The Journey – Champions (VG). Abgerufen am 12. Oktober 2018.
37. ↑  Past Winners Search. In: grammy.com. The GRAMMYs, abgerufen am 11. Februar 2016.
38. ↑  Grammy Winners 2025: Kendrick Lamar Leads With Five Wins for ‘Not Like Us,’ Beyoncé and Charli XCX Take Home Three Each, Variety vom 2. Februar 2025.
39. ↑  grammy.com, abgerufen am 23. Januar 2020.
40. ↑  Certificados Musicales Amprofon. Asociación Mexicana de Productores de Fonogramas y Videogramas, abgerufen am 30. März 2020 (spanisch).
41. ↑  Dean Scapolo: The Complete New Zealand Music Charts: 1966–2006. Hrsg.: Maurienne House. 2007, ISBN 978-1-877443-00-8 (englisch).
42. ↑  Top 100 living geniuses. Abgerufen am 1. November 2022.
43. ↑  Bundespräsident Steinmeier verleiht 29 Verdienstorden zum Tag der Deutschen Einheit. In: bundespraesident.de. 20. September 2018, abgerufen am 24. September 2018.
44. ↑  Panorama – „Kultur verbindet“ – Kreative werden mit Verdienstorden ausgezeichnet. GMX News. In: GMX.net. 1&1 Mail & Media GmbH, 21. September 2018, abgerufen am 19. Juni 2025.
45. ↑  Eintrag auf der Website des Bundespräsidialamtes: Ordensverleihung zum Tag der Deutschen Einheit am 2. Oktober 2018, eingesehen am 28. September 2018.
46. ↑  Hollywood in Vienna. Abgerufen am 9. Januar 2023.
47. ↑  RDJ, Jon Favreau, James Earl Jones & more to be honored as Disney Legends. 16. Mai 2019, abgerufen am 7. November 2019 (amerikanisches Englisch).
48. ↑  Saudi-Arabien: Hans Zimmer soll Nationalhymne polieren. 24. Januar 2025, abgerufen am 6. Februar 2025.

Thomas Mann, Albert Schweitzer, Julius Petersen (1932) |
William Butler Yeats (1934) |
Georg Kolbe (1937) |
Leo Frobenius (1938) |
Anton Kippenberg (1939) |
Hans Pfitzner (1940) |
Friedrich Bethge (1941) |
Wilhelm Schäfer (1943) |
Otto Hahn (1944) |
Franz Volhard, Gustav Mori, Franz Schultz (1947) |
Georg Hartmann (1948) |
André Gide, Adolf Grimme, José Ortega y Gasset, Gerhard Marcks, Friedrich Meinecke, Robert Maynard Hutchins, Victor Gollancz, Carl Jacob Burckhardt (1949) |
Friedrich Dessauer, Friedrich Witz, Richard Merton, Alexander Rudolf Hohlfeld, Boris Rajewsky, Ernst Robert Curtius, Jean Angelloz, Leonard Ashley Willoughby (1951) |
Bernhard Guttmann, Ludwig Seitz, John Jay McCloy (1952) |
Max Horkheimer, Fritz Strich (1953) |
August de Bary, Karl Kleist, Richard Scheibe, Rudolf Alexander Schröder (1954) |
Andreas Bruno Wachsmuth, Fritz von Unruh, Ferdinand Blum, Paul Hindemith, Hanns Wilhelm Eppelsheimer (1955) |
Peter Suhrkamp, Carl Mennicke, Josef Hellauer, Paul Tillich (1956) |
Helmut Walcha, Kasimir Edschmid, Benno Reifenberg, Gottfried Bermann Fischer, Rudolf Pechel (1957) |
Otto Bartning, Friedrich Lehmann, Werner Bock, Martin Buber, Helmut Coing (1958) |
Cicely Veronica Wedgwood, Thornton Wilder, Herman Nohl, Jean Schlumberger, Sir Sarvepalli Radhakrishnan, Yasunari Kawabata (1959) |
Alfred Petersen, Arthur Hübscher, Franz Böhm (1960) |
Vittorio Klostermann (1961) |
Edgar Salin (1962) |
Theodor W. Adorno, Fried Lübbecke, Karl Winnacker (1963) |
Harry Buckwitz (1964) |
Carl Orff (1965) |
Marie Luise Kaschnitz, Heinrich Troeger, Ferdinand Hoff (1966) |
Carl Tesch, Werner Bockelmann, Wilhelm Schöndube, Wilhelm Schäfer (1967) |
Kurt Hessenberg (1973) |
Ljubomir Romansky, Waldemar Kramer (1974) |
Albert Richard Mohr (1976) |
Siegfried Unseld, Oswald von Nell-Breuning SJ (1977) |
Paul Arnsberg (1978) |
Wulf Emmo Ankel, Christoph von Dohnányi, Erich Fromm (postum verliehen 1979) (1981) |
Horst Krüger, Walter Hesselbach, Rudolf Hirsch, Fuat Sezgin (1980) |
Wilhelm Kempf, Sir Georg Solti (1981) |
Leo Löwenthal, Bruno Vondenhoff (1982) |
Harald Keller (1983) |
Marcel Reich-Ranicki (1984) |
Alfred Grosser (1986) |
Joachim Fest (1987) |
Jörgen Schmidt-Voigt (1988) |
Dorothea Loehr, Alfred Schmidt, Dolf Sternberger (1989) |
Eva Demski, Hilmar Hoffmann (1990) |
Albert Mangelsdorff (1991) |
Iring Fetscher, Willi Ziegler (1992) |
Liesel Christ, Walter Weisbecker, Ludwig von Friedeburg (1994) |
Heinrich Schirmbeck, Emil Mangelsdorff, Wolfram Schütte (1995) |
Christiane Nüsslein-Volhard, Walter Boehlich (1996) |
Walter H. Pehle, Hans-Dieter Resch (1997) |
Anja Lundholm, Christoph Vitali, Peter Weiermair (1998) |
Arno Lustiger, Johann Philipp von Bethmann (1999) |
Karl Dedecius, Michael Gotthelf (2000) |
Ernst Klee, Hans-Wolfgang Pfeifer (2001) |
Horst-Eberhard Richter, Peter Eschberg, Heiner Goebbels, Oswald Mathias Ungers (2002) |
Christa von Schnitzler, Albert Speer junior, Chlodwig Poth, Jean-Christophe Ammann, Franz Mon (2003) |
Ferry Ahrlé, Monika Schoeller (2004) |
Henriette Kramer, Gerhard R. Koch (2005) |
Eliahu Inbal, Peter Iden (2006) |
Thomas Bayrle, Carmen-Renate Köper (2007) |
Frank Wolff, E. R. Nele (2008) |
Peter Kurzeck, Rosemarie Fendel (2009) |
Klaus Reichert (2010) |
Hans-Klaus Jungheinrich, Dieter Buroch (2011) |
Felix Mussil, Mischka Popp, Thomas Bergmann (2012) |
Paulus Böhmer, Peter Cahn (2013) |
Hans Traxler, Thomas Gebauer, Wilhelm Genazino (2014) |
Martin Mosebach, Sven Väth (2015) |
Tobias Rehberger, Bettina von Bethmann (2016) |
Claus Helmer, Moses Pelham (2017) |
Max Weinberg (posthum) (2018) |
Bodo Kirchhoff, Effi B. Rolfs, Max Hollein (2019) |
Silke Scheuermann, Burkard Schliessmann (2020) |
Hans Zimmer, Sandra Mann (2021) |
Sabine Fischmann, Volker Mosbrugger (2022) |
Anne Imhof, Michel Friedman (2023) |
Margareta Dillinger, Bernd Loebe (2024) |
Anne Bohnenkamp-Renken (2025)
| Personendaten    | Personendaten                                           |
| ---------------- | ------------------------------------------------------- |
| NAME             | Zimmer, Hans                                            |
| ALTERNATIVNAMEN  | Zimmer, Hans Florian (vollständiger Name)               |
| KURZBESCHREIBUNG | deutsch-amerikanischer Filmkomponist und Musikproduzent |
| GEBURTSDATUM     | 12. September 1957                                      |
| GEBURTSORT       | Frankfurt am Main                                       |